# Grainfield (Kansas)
Pour les articles homonymes, voir Grainfield.
Grainfield est une ville américaine située dans le comté de Gove, au Kansas. Selon le recensement de 2020, sa population est de 322 habitants.